# 포바이포
포바이포(4by4 Inc.)는 대한민국의 비주얼 콘텐츠 전문 기업이다. 본사는 서울특별시 서초구 반포동 강남대로 479 12~14층에 위치해 있으며  대표이사는 윤준호이다.

## 상장
2022년 4월 28일에 주관사를 미래에셋증권로 공모가 17,000원에 코스닥 시장에 상장하였다.

## 참고문헌
1. ↑  포바이포, e스포츠 기업 ‘SBXG’ 인수, 지디넷코리아, 2023년 3월 27일
2. ↑  "AI가 알아서 화질 고쳐줘" 독보적 영상 개선 기술 개발한 윤준호 포바이포 대표, 한국일보, 2023년 6월 28일
3. ↑  포바이포, 상반기 매출 전년 대비 45%↑…"자회사 영입효과 가시화", 아시아경제, 2023년 8월 15일